# Savy-Berlette
Savy-Berlette település Franciaországban, Pas-de-Calais megyében. Lakosainak száma 912 fő (2022. január 1.). Savy-Berlette Béthonsart, Aubigny-en-Artois, Berles-Monchel, Mingoval, Tilloy-lès-Hermaville és Villers-Brûlin községekkel határos.

## Népesség
A település népessége az elmúlt években az alábbi módon változott:
| Lakosok száma | 949  | 952  | 1116 | 916  | 900  | 895  | 891  | 904  | 912  |
|               | 2013 | 2015 | 2016 | 2017 | 2018 | 2019 | 2020 | 2021 | 2022 |